# Доброслав Ћук
Доброслав Ћук (Требиње, ФНРЈ, 20. новембар 1951) српски је политичар и уролог. Садашњи је функционер Савеза независних социјалдемократа (СНСД). Бивши је народни посланик у Народној скупштини Републике Српске, начелник општине Требиње и одборник у Скупштини општине.

## Биографија
Рођен је 20. новембра 1951. године у Требињу, од оца Лазара и мајке Љубице рођене Иванковић. Гимназију је завршио у Требињу, а Медицински факултет и специјализацију из урологије на Универзитету у Београду. Ради у Општој болници Требиње. Два пута је био биран за директора Болнице. Оснивач је уролошког одјељења у Болници. Учесник је Отаџбинско-ослободилачког рата од првог до посљедњег дана. Био је директор Ратне болнице у Требињу и руководио Ратном болницом у Чајничу. Ожењен је и има двије кћерке. У слободно вријеме пише пјесме. Члан је Удружења књижевника Републике Српске и члан Жирија за додјелу Дучићеве награде.

## Политичка каријера
У политичком животу активан је од 1998. године када је постао члан Странке независних социјалдемократа. Један је од оснивача Странке у Требињу и први предсједник ОО СНСД Требиње. Члан је Главног одбора и Извршног одбора Главног одбора СНСД, а био је и потпредсједник СНСД. На предсједничким изборима у Републици Српској 2000. године био је кандидат Странке за потпредсједника Републике Српске. Био је одборник у Скупштини општине Требиње и посланик у Народној скупштини РС. На локалним изборима у октобру 2004. године изабран је за начелника општине Требиње. На локалним изборима у октобру 2008. године по други пут је изабран на исту функцију. Када је дотадашња општина Требиње 2012. добила статус града добио је функцију вршиоца дужности градоначелника. На локалним изборима 2012. поражен је од Славка Вучуревића.

## Награде и признања
Др Ћук је за своју дугогодишњу активност у Црвеном крсту и другим хуманитарним организацијама добио бројна признања и одликовања, од којих посебно истичу Сребрни и Златни знак Црвеног крста, Октобарска Спомен-диплому града Требиња и Орден Његоша другог реда, којим га је одликовао предсједник Републике Српске.